# Heterochaenia fragrans
Espèce
Classification phylogénétique
Heterochaenia fragrans est une espèce de plantes de la famille des Campanulaceae. Cette espèce est endémique de La Réunion. Le genre Heterochaenia est lui-même endémique de ce département d'outre-mer français du sud-ouest de l'océan Indien.
Elle a été découverte en 2007 dans les Hauts de Saint-Denis,.